# Metarctia cinnamomea
Metarctia cinnamomea is een vlinder uit de familie spinneruilen (Erebidae), onderfamilie beervlinders (Arctiinae). De wetenschappelijke naam van de soort is voor het eerst geldig gepubliceerd in 1860 door Wallengren.
Deze nachtvlinder komt voor in tropisch Afrika.